# Graptopetalum fruticosum
Graptopetalum fruticosum là một loài thực vật có hoa trong họ Crassulaceae. Loài này được Moran miêu tả khoa học đầu tiên năm 1968.